# No te puedes esconder
No te puedes esconder é uma série de televisão em língua espanhola produzida pela Isla Audiovisual e Telemundo International Studios para Telemundo e exibida entre 30 de setembro e 11 de outubro de 2019, substituindo Preso No. 1 e sendo substituída por El señor de los cielos 7. 
É estrelada por Blanca Soto e Eduardo Noriega.
A série foi disponibilizada pela Netflix em 24 de janeiro de 2020.

## Sinopse
A série conta a vida de uma enfermeira tentando reconstruir sua vida, um ex-policial que virou assassino, um fotógrafo obcecado pela morte, um político com relacionamentos proibidos e um grupo de amigos idealistas. Todos eles serão objeto de uma investigação que os conectará, sem que saibam, expondo o lado mais sombrio de suas personalidades e colocando suas vidas em perigo.

## Elenco
- Blanca Soto como Mónica
- Eduardo Noriega como Daniel[6]
- Iván Sánchez como Álex
- Maribel Verdú como Inspectora Urrutia[6]
- Samantha Siqueiros como Natalia
- Peter Vives como Alberto Torres
- Patricia Guirado como Eli
- Jorge Bosch como Velasco
- Pere Ponce como El Comisario
- Juan Caballero como Humberto
- Jordi Planas como Gabriel